# Enseigne Gabolde
Enseigne Gabolde – francuski niszczyciel z okresu I wojny światowej. Początkowo budowany jako trzecia jednostka typu Enseigne Roux, ale ukończony według zmodyfikowanego projektu. Okręt wyposażony w cztery kotły parowe opalane ropą i turbiny parowe. Zapas paliwa 196 ton. Z listy floty skreślony w 1938 roku.